# Agarista bracamorensis
Agarista bracamorensis är en ljungväxtart som först beskrevs av Carl Sigismund Kunth, och fick sitt nu gällande namn av George Don jr. Agarista bracamorensis ingår i släktet Agarista och familjen ljungväxter. Inga underarter finns listade i Catalogue of Life.